# Aleteia (plataforma)
Aleteia (ou aleteia.org) é uma plataforma online de mídia social digital, disponível em seis idiomas (inglês, francês, espanhol, polonês, português e esloveno), que tem por foco conteúdo, notícias e informações voltadas ao público católico e simpatizantes. O site Aleteia oferece uma visão cristã do mundo, com notícias laicas e religiosas, livre de influências ideológicas, de onde quer que venham.
Foi fundada em 2013 por iniciativa de leigos católicos em conjunto com a Fundação para Evangelização através da Mídia (FEM), nos termos da orientação do Papa Bento XVI no documento Nova Evangelizatio ad Christianam Fidem Tradendam, de 2012. O nome tem sua origem no vocábulo ἀλήθεια (aleteia), do grego antigo, cujo significado é: "a verdade".
Mais de mil veículos de comunicação católicos aderiram à Aleteia, entre eles a Radio Vaticano, a imprensa oficial do Opus Dei, a televisão francesa KTO, a Radio Notre Dame de Paris, entre outros. A plataforma tem o apoio do Pontifício Conselho para as Comunicações Sociais e do Pontifício Conselho para a Promoção da Nova Evangelização, este último instituído em 2010 pelo Papa Bento XVI através do Motu Proprio Ubicumque et Semper.
Desde o seu lançamento em 2013, a iniciativa é mantida pela Fundação para a Evangelização através da Mídia, criada em Roma, em 2011, e agora presidida pelo príncipe Nicolau de Liechtenstein, com o objetivo de promover a presença da Igreja nos meios de comunicação.
Desde julho de 2015, o Grupo Media-Participations é o operador empresarial de Aleteia. Media-Participations é um grupo europeu de mídia, líder de mercado em publicações impressas, produção audiovisual e mídia digital. Possui mais de 40 editoras e publica mais de 10 títulos de revistas especializadas. Hoje, Aleteia desenvolve uma nova estratégia editorial focada principalmente em informação e estilo de vida, a partir de valores cristãos.
No dia 3 de janeiro de 2024 anunciou o fecho da edição em português for falta de recursos financeiros suficientes para manter a redação, depois de em 2020 ter também encerrado a edição em árabe e em 2023 a edição em italiano, passando assim de 8 idiomas oferecidos para 5. Em 29 de novembro de 2024, a plataforma anunciou que retornaria com suas edições em português a partir de 1.º dezembro.

## Conteúdo
Atualmente o conteúdo do site é distribuído nas seguintes áreas:
- Atualidade (notícias)
- Histórias inspiradoras
- Estilo de vida
- Espiritualidade
- Para ela (página dedicada ao público feminino)
- Em foco
- Religião
- Viagem e Cultura
- Curiosidades

## Idiomas
Atualmente a plataforma está disponível em seis idiomas: Inglês, Francês, Espanhol, Polonês, Português e Esloveno.

## Prêmios
- 2017 - Prêmio ¡Bravo! de Novas Tecnologias.[9]
- 2018 - "Best General Publisher Website” - Catholic Press Association of the United States and Canada.[10]